# 中間法人法
中間法人法（ちゅうかんほうじんほう、平成13年6月15日法律第49号）は、中間法人の組織および運営に関する日本の法律である。
2001年（平成13年）6月15日公布、2002年（平成14年）4月1日施行。「一般社団法人及び一般財団法人に関する法律及び公益社団法人及び公益財団法人の認定等に関する法律の施行に伴う関係法律の整備等に関する法律」（平成18年法律第50号）1条の規定により、「一般社団法人及び一般財団法人に関する法律」（平成18年法律第48号）の施行の日（2008年12月1日）に廃止された。

## 構成
- 第一章　総則
- 第二章　有限責任中間法人
- 第三章　無限責任中間法人
- 第四章　合併
- 第五章　雑則
- 第六章　罰則